# Boston Minutemen 1974
Questa pagina raccoglie i dati riguardanti i Boston Minutemen nelle competizioni ufficiali della stagione 1974.

## Stagione
La nuova franchigia dei Minutemen riportò la NASL dopo l'esperienza dei Boston Beacons. La squadra venne affidata all'austriaco Hubert Vogelsinger. La squadra era formata da giocatori provenienti prevalentemente dall'Europa. I Minutemen vinsero la Northern Division, venendo poi eliminati in semifinale dai futuri campioni dei L.A. Aztecs.

## Organigramma societario
Area direttiva
- Presidente: John Sterge
- General Manager: Vincent Vegnani
- Direttore pubbliche relazione: Jack Falla

Area tecnica
- Allenatore: Hubert Vogelsinger

## Rosa
| N. |                             | Ruolo | Calciatore              |
| -- | --------------------------- | ----- | ----------------------- |
| 1  | Scozia (bandiera)           | P     | Ian McKechnie           |
| 2  | Irlanda del Nord (bandiera) | D     | Jackie McManus          |
| 3  | Inghilterra (bandiera)      | D     | Alan Wooler             |
| 4  | Inghilterra (bandiera)      | D     | Paddy Greenwood         |
| 5  | Danimarca (bandiera)        | C     | Henning Boel            |
| 6  | Inghilterra (bandiera)      | D     | Frank Barlow (capitano) |
| 7  | Stati Uniti (bandiera)      | D     | Ben Brewster            |
| 8  | Stati Uniti (bandiera)      | A     | Dan Counce              |
| 9  | Polonia (bandiera)          | A     | Kazimierz Frąckiewicz   |
| 10 | Cecoslovacchia (bandiera)   | C     | Igor Bachner            |
| 11 | Stati Uniti (bandiera)      | A     | Carlos Metidieri        |
| 12 | Nigeria (bandiera)          | A     | Ade Coker               |

| N.    |                           | Ruolo | Calciatore         |
| ----- | ------------------------- | ----- | ------------------ |
| 12    | Scozia (bandiera)         | D     | Arthur Fraser      |
| 13    | Germania (bandiera)       | C     | Manfred Eickerling |
| 14    | Stati Uniti (bandiera)    | D     | Steve Twellman     |
| 15    | Canada (bandiera)         | C     | Alec Papadakis     |
| 16    | Inghilterra (bandiera)    | A     | John Coyne         |
| 16    | Stati Uniti (bandiera)    | C     | Tom Lieberman      |
| 17    | Uruguay (bandiera)        | C     | José Soroa         |
| 18    | Polonia (bandiera)        | P     | Jan Michniewski    |
| 19    | Inghilterra (bandiera)    | A     | Tony Hateley       |
| 19/21 | Cecoslovacchia (bandiera) | A     | Josef Jelínek      |
| 22    | Inghilterra (bandiera)    | C     | Graham French      |